# Handbook of Mathematical Functions
Handbook of Mathematical Functions with Formulas, Graphs, and Mathematical Tables est le titre complet d'un manuel de mathématiques, plus couramment appelé Abramowitz et Stegun, du nom des deux principaux directeurs de rédaction de l'ouvrage, Milton Abramowitz et Irene Stegun, de l'U.S. National Bureau of Standards (devenu depuis le National Institute of Standards and Technology).
Dès sa première édition en 1964, le manuel de 1046 pages a été l'une des sources les plus utilisées d'information sur les fonctions, avec des définitions, des identités mathématiques, des approximations, des courbes et des tables numériques de valeurs de fonctions couramment utilisées en mathématiques appliquées. Les notations utilisées dans ce manuel sont devenues par la suite un standard dans les mathématiques appliquées.
Bien qu'aujourd'hui remplacé par les systèmes de calcul formel pour un usage courant, le manuel demeure encore une référence en tant que sources d'informations. 

## Développement du manuel
L'avant-propos de l'ouvrage décrit une réunion en 1954 au cours de laquelle il fut décidé que « l'avancée dans le développement des calculateurs à grande vitesse a changé la tâche de faire des tables mais n'a pas pour autant éliminé le besoin des tables » (« the advent of high-speed computing equipment changed the task of table making but definitely did not remove the need for tables. »).

« More than 1,000 pages long, the Handbook of Mathematical Functions was first published in 1964 and reprinted many times, with yet another reprint in 1999. Its influence on science and engineering is evidenced by its popularity. In fact, when New Scientist magazine recently asked some of the world’s leading scientists what single book they would want if stranded on a desert island, one distinguished British physicist said he would take the Handbook.
The Handbook is likely the most widely distributed and most cited NIST technical publication of all time. Government sales exceed 150,000 copies, and an estimated three times as many have been reprinted and sold by commercial publishers since 1965. During the mid-1990s, the book was cited every 1.5 hours of each working day. And its influence will persist as it is currently being updated in digital format by NIST. »

## Éditions
Développé par des employés de gouvernement fédéral des États-Unis en leur nom, le Handbook n'est pas protégé par copyright. Bien qu'il puisse être commandé au bureau d'impression du gouvernement des États-Unis, il a également été imprimé par des éditeurs pour une publication commerciale, comme Dover Publications, et peut également être consultable et téléchargeable sur Internet.